# Удо Кір
Удо Кір (нім. Udo Kier; 14 жовтня 1944) — німецький актор.

## Біографія
Удо Кір народився 14 жовтня 1944 року у місті Кельн, Німеччина. Госпіталь, у якому народився Удо, був розбомблений ВПС США наступного дня. Його разом з матір'ю витягли з-під уламків. У 18 років переїхав до Великої Британії, щоб вивчити англійську мову. Також він відвідував курси з акторської гри. Зрештою режисер Майкл Сарн запропонував йому невелику роль у короткометражному фільмі «Дорога до Сен-Тропе» (1966). Першу помітну роль зіграв в австрійському фільмі жахів «Знак диявола» (1970). Кір зустрів режисера Пола Морріссі в поїздці на літаку. Морріссі запропонував йому головну роль у фільмі «Плоть для Франкенштейна» (1973). Відразу після закінчення зйомок вони почали роботу над фільмом «Кров для Дракули» (1974). Саме ці фільми зробили Удо відомим.

## Особисте життя
Удо Кір — гей і все своє життя відкрито казав про свою гомосексуальність. «Ніхто ніколи не питав про мою сексуальність. Можливо, це було очевидно, але це не мало значення, бо важлива була лише роль, яку я грав. Поки я добре виконував свою роль, нікого не хвилювала моя сексуальність».
Він переїхав до Палм-Спрінгс, що у Каліфорнії, 1991 року.

## Фільмографія
- 1970 — Знак диявола / Mark of the Devil
- 1973 — Угорська рапсодія / Magyar rapszódia
- 1974 — Кров для Дракули / Blood for Dracula
- 1976 — Спермула / Spermula
- 1977 — Суспірія / Suspiria
- 1979 — Угорська рапсодія / Magyar rapszódia
- 1991 — Європа / Europa
- 1991 — Мій власний штат Айдахо / My Own Private Idaho
- 1993 — Консьєрж / For Love or Money
- 1995 — Джонні-Мнемонік / Johnny Mnemonic
- 1996 — Розсікаючи хвилі / Breaking the Waves
- 1996 — Не називай мене маленькою / Barb Wire
- 1997 — Принц Веліант / Prince Valiant
- 1998 — Блейд / Blade
- 1999 — Шпигунські ігри, або Історія вершиться вночі / History Is Made at Night
- 1999 — Кінець світу / End of Days
- 2000 — Та, що танцює у темряві / Dancer in the Dark
- 2000 — Виконавець вироку / Doomsdayer
- 2001 — Вічна битва / Megiddo: The Omega Code 2
- 2002 — Страх крапка ком / Feardotcom
- 2003 — Доґвіль / Dogville
- 2004 — Пережити Різдво / Surviving Christmas
- 2005 — Мандерлей / Manderlay
- 2005 — Бладрейн / BloodRayne
- 2006 — 13 могил / 13 Graves
- 2007 — Хелловін / Halloween
- 2008 — Фар Край / Far Cry
- 2009 — Татуювання: Історія шрамів / Tattoos: A Scarred History
- 2009 — Мій сину, мій сину, що ти наробив / My Son, My Son, What Have Ye Done
- 2009 — Душевна кухня / Soul Kitchen
- 2009 — Будинок хлопців / House of Boys
- 2009 — Метропія / Metropia
- 2011 — Меланхолія / Melancholia
- 2012 — Ніч тамплієра / Night of the Templar
- 2012 — Залізне небо / Iron Sky
- 2012 — Повелителі Салема / The Lords of Salem
- 2013 — Німфоманка / Nymphomaniac
- 2015 — Заборонена кімната / The Forbidden Room
- 2017 — Зменшення / Downsizing
- 2018 — Американські тварини / American Animals
- 2018 — Не хвилюйся, він далеко не піде / Don't Worry, He Won't Get Far on Foot
- 2018 — Дочка моя / Figlia mia
- 2018 — Закатати в асфальт / Dragged Across Concrete
- 2019 — Залізне небо: Прийдешня раса / Iron Sky: The Coming Race
- 2019 — Розмальований птах / Nabarvené ptáče
- 2019 — Бакурау / Bacurau
- 2021 — Палаючий світ / The Blazing World
- 2023 — Мисливці / Hunters
- 2025 — Таємний агент / O Agente Secreto